# Carlo Pignatiello
Carlo Pignatiello (* 16. Januar 2000 in Glasgow) ist ein schottischer Fußballspieler, der beim FC Queen’s Park unter Vertrag steht.

## Karriere
Der in Glasgow geborene Pignatiello begann seine Karriere in der Jugend bei den Rangers. Im Jahr 2016 wechselte er innerhalb der U17-Jugendmannschaft zum FC St. Mirren. Nach zwei Jahren in Paisley führte es ihn zum FC Livingston. 
In den Jahren 2018 und 2019 war Pignatiello an den schottischen Fünftligisten BSC Glasgow verliehen. Mit dem Verein aus dem Glasgower Stadtteil Broomhill wurde er Vizemeister hinter dem FC East Kilbride in der Lowland Football League, wobei Pignatiello für den besten Angriff der gesamten Liga drei Tore beisteuern konnte. Ab Juli 2019 folgte eine Einjährige Leihe an den Drittligisten FC Stranraer. In 20 Partien konnte er  für die „Blues“ ein Tor erzielen. Stranraer stieg am Ende der Saison 2019/20 als Tabellenletzter in die vierte Liga ab.
Nach seiner Rückkehr nach Livingston debütierte er für die Mannschaft in der Scottish Premiership im Auswärtsspiel bei Celtic Glasgow am 19. September 2020. Bei der 2:3-Niederlage wurde er für Marvin Bartley eingewechselt.